# تين بورنيوني
تين بورنيوني (الاسم العلمي:Ficus borneensis) هو نوع من النباتات يتبع جنس التين من الفصيلة التوتية.